# جین یی هان
جین یی هان (کره‌ای: 진이한؛ زادهٔ کیم هیون-جونگ در ۱۰ اکتبر ۱۹۷۸) بازیگر اهل کره جنوبی است. او حرفهٔ بازیگری خود را در سال ۲۰۰۲ و با ایفای نقش در تئاتر موزیکال آغاز کرد.